# Cleistocactus baumannii

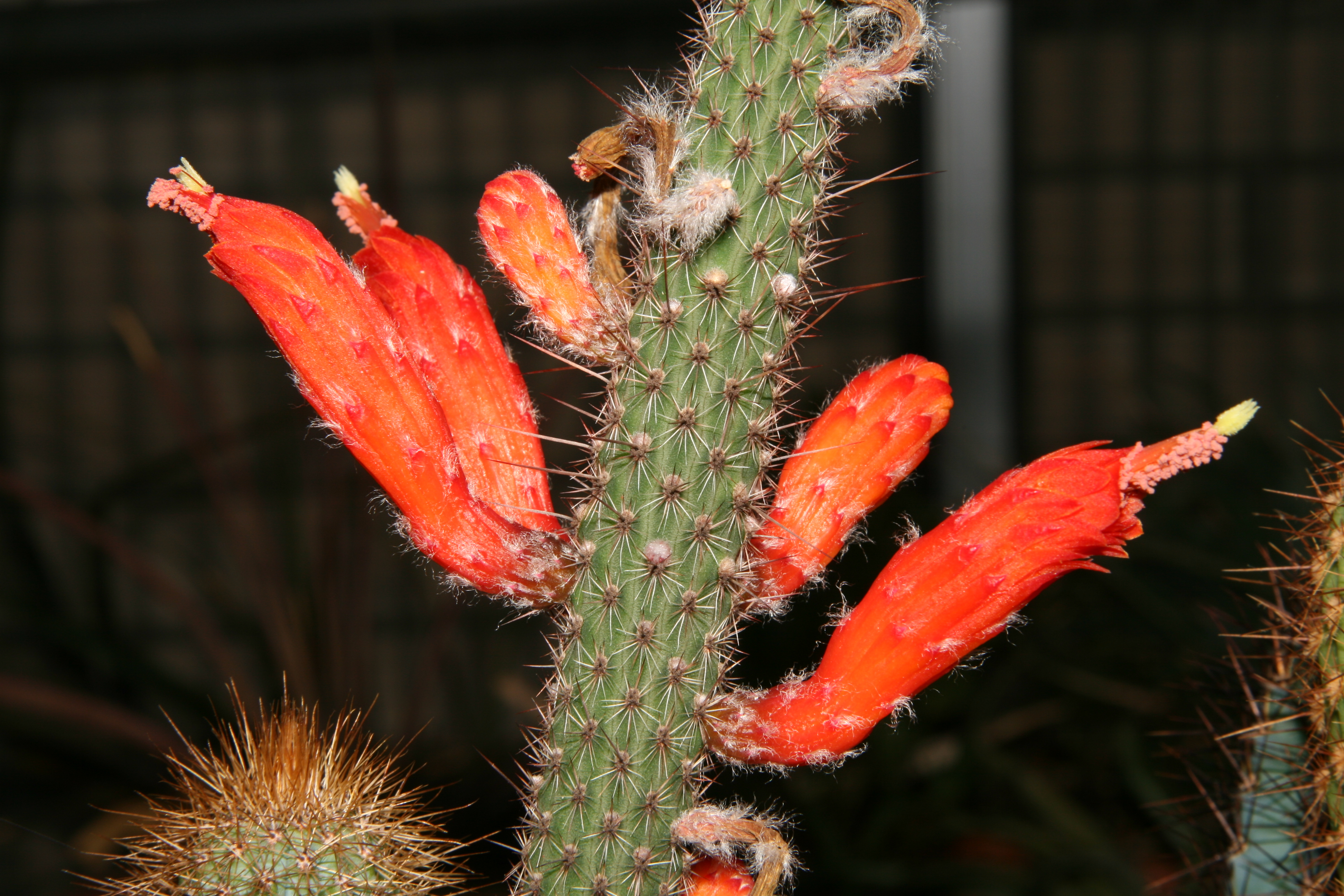
Cleistocactus baumannii subsp. horstii

Cleistocactus baumannii ist eine Pflanzenart in der Gattung Cleistocactus aus der Familie der Kakteengewächse (Cactaceae). Das Artepitheton baumannii ehrt den französisch-deutschen Gärtner Constantin Auguste Napoléon Baumann (1804–1884), der seine Gärten in Mulhouse und Bollwiller hatte.

## Beschreibung
Cleistocactus baumannii wächst strauchig mit an der Basis verzweigten, meist mehreren, ziemlich starren, aufrechten oder übergebogenen Trieben und erreicht bei Durchmessern von 2,5 bis 3,5 Zentimetern Längen von bis 2 Metern. Es sind 16 bis 17 Rippen vorhanden. Die darauf befindlichen Areolen stehen eng beieinander. Der einzelne gelbliche oder dunkelbraune Mitteldornen ist bis 4 Zentimeter lang. Die 8 bis 10 Randdornen sind gelblich braun und bis 1,8 Zentimeter lang.
Die schiefsäumigen, gelben bis orangeroten bis roten Blüten sind 5 bis 7 Zentimeter lang und erreichen Durchmesser von bis 1 Zentimeter. Die Blüte ist über dem Perikarpell stark aufwärts und anschließend S-förmig nach außen gerichtet. Die Staubblätter und der Griffel ragen aus der Blüte heraus. Die Staubfäden sind rot. Die kugelförmigen, grünen bis roten bis rosafarbenen Früchte enthalten ein weißes Fruchtfleisch. Sie erreichen Durchmesser von 1 bis 1,5 Zentimetern.

## Verbreitung, Systematik und Gefährdung
Das Verbreitungsgebiet von Cleistocactus baumannii erstreckt sich vom Nordosten Argentiniens über Paraguay und Bolivien bis in den Süden Brasiliens. Die Art ist in Höhenlagen von bis zu 1000 Metern verbreitet.
Die Erstbeschreibung als Cereus baumannii erfolgte 1844 durch den französischen Botaniker Charles Lemaire. Er stellte die Art 1861 in die von ihm neu geschaffene Gattung Cleistocactus. Weitere nomenklatorische Synonyme sind Aporocactus baumannii (Lem.) Lem. (1860) und Echinopsis baumannii (Lem.) Anceschi & Magli (2013).
Es werden folgende Unterarten unterschieden:
- Cleistocactus baumannii subsp. baumannii
 hat 15 bis 20 Randdornen und eine rote Blüte
- Cleistocactus baumannii subsp. horstii (P.J.Braun) N.P.Taylor
 aus Brasilien (Mato Grosso do Sul), hat 11 bis 15 Randdornen und eine stark zygomorphe orangerote Blüte
- Cleistocactus baumannii subsp. santacruzensis (Backeb.) Mottram
 aus Bolivien (Santa Cruz), hat etwa 10 Randdornen und eine rote Blüte

In der Roten Liste gefährdeter Arten der IUCN wird die Art als „Least Concern (LC)“, d. h. als nicht gefährdet geführt. Die Unterarten wurden nicht einzeln erfasst.

## Nachweise